# Baniana praeusta
Baniana praeusta là một loài bướm đêm trong họ Erebidae.